# NGC 6539
NGC 6539 هي مجرة تتبع كوكبة الحية. اكتشفها Theodor Brorsen ‏ في 1856.

## روابط خارجية
- NGC 6539 على موقع ويكي سكاي: DSS2, SDSS, GALEX, IRAS, Hydrogen α, X-Ray, Astrophoto, Sky Map, Articles and images